# Ovidiu Constantinescu (micolog)
Ovidiu Constantinescu (n. 1933, Constanța – d. 23 ianuarie 2012, Uppsala) a fost un biolog, botanist, fitepatolog, lichenolog și micolog român, cunoscut în primul rând pentru lucrarea sa despre taxonomia ordinului Peronosporales din clasa Oomycetes precum în domeniul metodologiei micologice. Abrevierea numelui său în cărțile științifice este Constant.

## Biografie

### În România

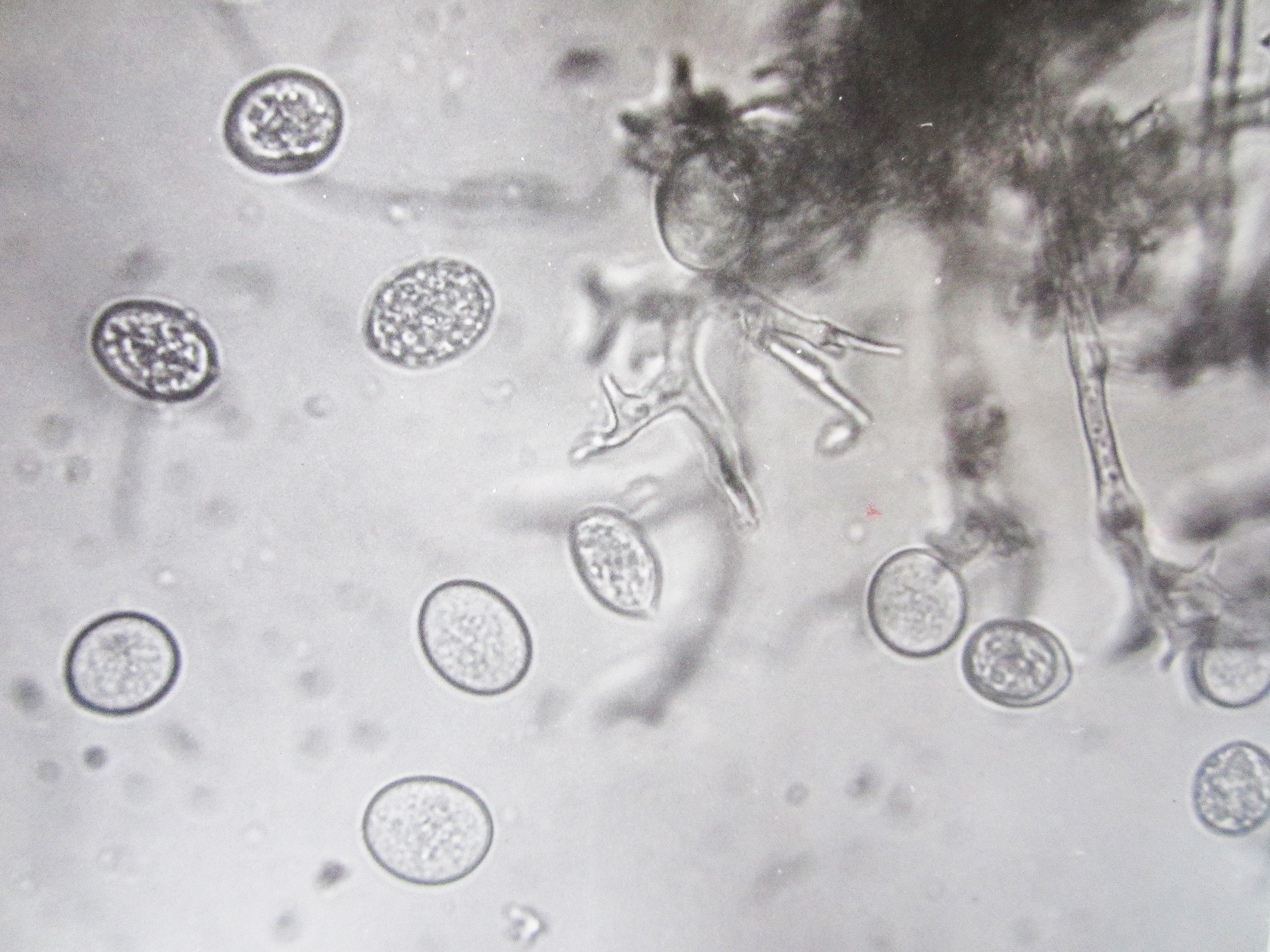
Sporii Peronospora tabacina

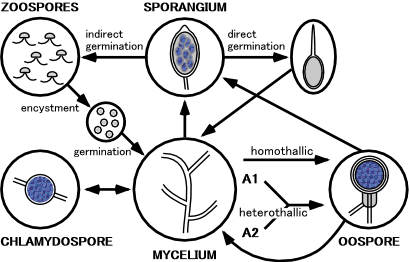
Phytophthora, ciclu de viață

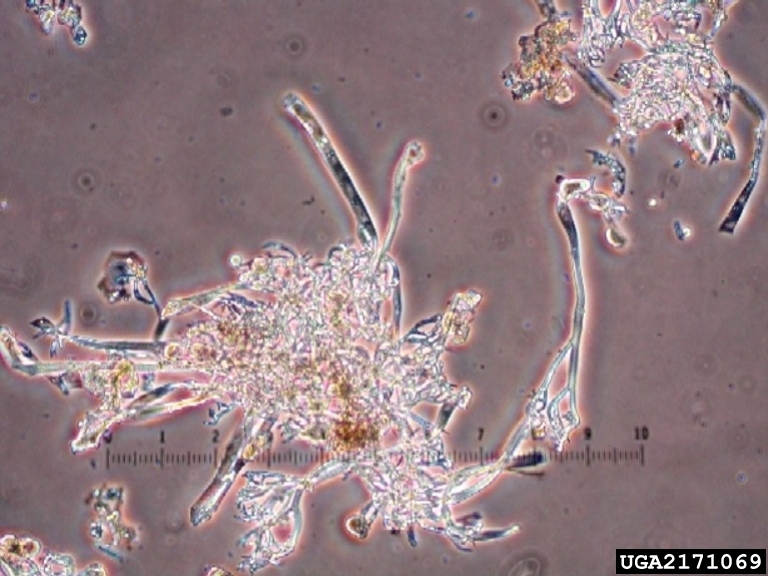
Peronospora farinosa f.sp. betae

Înainte de a urma studii la Universitatea din București, Ovidiu Constantinescu a absolvit o școală militară. El a intrat la Institutul de Biologie din București, care avea o mare tradiție micologică datorită activității fondatorului Traian Săvulescu (1889-1963) și a soției sale, Alice. Ovidiu a avut relații foarte bune cu familia Săvulescu încă din anii săi ca student. Atât Traian, cât și Alice i-au fost profesori universitari și, de asemenea, mentori. Fiind un elev apreciat, Ovidiu a fost adesea invitat în casa Săvulescu, unde a ajutat la organizarea bibliotecii private, imensă și foarte valoroasă. Relația a continuat de-a lungul anilor, când Ovidiu a avut o poziție de cercetător științific.
Din anul 1970 Constantinescu a deținut pozițiile de asistent la Universitatea din București și curator al Ierbarului Micologic de la Institutul de Biologie al capitalei, unde a lucrat împreună cu Gavril Negrean, publicând 24 de fascicule din Herbarium Mycologicum Romanicum, una dintre cele mai importante serii recente de ierbare din Europa. El a reorganizat ierbarul micologic și a crescut colecțiile sale de la aproximativ 36.000 de exemplare (cea mai mare parte rămase de la Traian Săvulescu) până la 128.000 de exemplare. De-a lungul anilor, Ierbarul BUCM a devenit unul dintre cei mai mari și cei mai moderne de acest fel din Europa.
Constantinescu a avut un interes foarte mare cu privire la taxonomia diferitelor grupuri de ciuperci care cresc pe plante. La acea vreme, el a publicat aproximativ 50 de publicații științifice. A contribuit mai ales la descrierea familiei Peronosporaceae-lor (în special a  mucegaiurilor pufoase), în care a descoperit și descris nu mai puțin de șase genuri noi. Participând în cadrul proiectului Flora Criptogamică în România la explorarea științifică a mai multor parcuri naționale sau naturale române (între altele: Munții Bucegi, Masivul Cozia, Cheile Nerei - Beușnița, Delta Dunării, Porțile de Fier, Domogled-Valea Cernei, Masivul Piatra Craiului sau Munții Rodnei), el și colaboratorii săi au înregistrat numeroși taxoni noi în România în acest domeniu pentru Europa, de exemplu, Plasmopara (Bremiella) baudysii.
Lucrarea sa inițială despre biologia celulară și subcelulară, citologie și parazitologie, publicată la Editura Ceres din București în 1974, a fost Metode și tehnici în micologie scrisă în limba română. Deși netradusă în alte limbi la vremea respectivă, a fost considerată cel mai bun studiu dedicat metodologiei micologice.

### În străinătate
El a fost foarte nemulțumit de situația politică din țara sa, din cauza presiunilor constante de a se înscrie în Partidul Comunist Român, și a decis să rămână în străinătate atât timp cât regimul Ceaușescu continua să se afle la putere. Nu s-a mai întors în România după ce a participat la „Congresul Internațional Micologic” de la Exeter și a vizitat instituția Voor Schimmelcultures Centraalbureau (CBS) din Baarn. S-a întors mai târziu din cauza faptului că familia sa rămăsese în România, dar a plecat după scurt timp din nou în Olanda, unde a obținut o poziție de expert pentru oomicete la CBS (1982). Din cauza morții fiului său vitreg, savantul s-a înapoiat din nou în România, reușind apoi cu mare greutate să plece definitiv la Universitatea din Uppsala, unde era nevoie de un om de știință care să fie capabil să se ocupe de identificarea și conservarea colecțiilor vii. Această instituție se numește până astăzi Mykoteket (Colecția de culturi a Universității Uppsala) și funcționează în cadrul „Institutului de Botanică Sistematică” al universității. Din cauza experienței dobândite, Ovidiu a fost angajat acolo în 1984 și și-a dedicat aproximativ 20 de ani din viață pentru a conduce Mykoteket. Sub egida sa, institutul a fost foarte activ după cum demonstrează rapoartele anuale: mii de identificări, dar și de vânzări a culturilor pe plan internațional.
Începând din 1983 și-a continuat specializarea în domeniul taxonomiei familiei Peronosporales. Realizarea documentației complete, în colaborare cu alți micologi, a devenit partea cea mai importantă a creației sale științifice. Observațiile sale atente au dus la descoperirea și descrierea a șase noi genuri, după ce timp de peste 30 de ani nu mai fusese adăugat nici un gen nou în familia Peronosporaceae, iar contribuțiile sale la taxonomia familiei Oomycetes sunt remarcabile și lista lui adnotată de nume Peronospora, care a fost publicată în 1993, este considerată în continuare monografia cea mai completă și bine realizată pentru acest gen, cu observații taxonomice detaliate pentru toate cele aproximativ 500 de specii ale sale.
Ovidiu Constantinescu, care după Revoluția Română din 1989 și-a vizitat patria de mai multe ori și și-a adus aportul unde a fost solicitat, era poliglot și a publicat manuscrise în cinci limbi (engleză, franceză, germană, română și suedeză), iar bibliografia lui conține mai multe referințe.

## Specii determinate (selecție)
- Perofascia, gen 2002 (Peronosporaceae)
- Hyaloperonospora, gen, 2002 (Peronosporaceae)[7]
- Perofascia lepidii, 2002 (Peronosporaceae)
- Perofascia macaicola, 2002 (Peronosporaceae)

## Specii dedicate lui
- Plasmopara constantinescui, Voglmayr & Thines, 2007
- Deightoniella constantinescui, Melnik & Shabunin, 2011

## Specii dedicate de el
- Benua kellermanii (Ellis & Halst. ex Swingle) Constant[8]
- Novotelnova scorzonerae[9]
- Plasmopara majevskii[10]

## Studii publicate (selecție)
| - Câteva micromicete noi pentru țara noastră, Acad. Rep. Pop. Rom. 9, p.453-458 (1959) - Contribuție la micoflora R. P. R. Acad. Rep. Rom. 1, 679-687 (1961) - Contribuții la cunoașterea speciilor de Septoria Fr. din microflora R. P. R., Acad. Rep. Rom. 12, p. 1319-1325 (1962) - Contribuții la cunoașterea speciilor genului Cercospora Fres., Studii Cerc. Biol., Ser. Bot. Nr. 17, p. 171-176 (1965) - Cîteva micromicete noi pentru țara noastră, Acad. Rep. Pop. Rom. Nr. 9, p. 453-458 (1967) - Herbarium Mycologicum Romanicum, Schedae fasc. 36-37, nr. 1751-1850, p. 36 pp. (1967) - Herbarium Mycologicum Romanicum, Schedae fasc. I-XIX, nr. 1-950, p. 1-481, București (1968) - Herbarium Mycologicum Romanicum, Schedae fasc. XX-XXXV, nr. 951-1750, 481-957, București (1968) - Studiul monografic al speciilor de Cercospora din flora R. S. România, Teză de doctorat, Inst. Biol. T. Săvulescu, București, 162 p., 83 plăci dactile + 82 Pl. (1968) - Studies on Cercospora and similar fungi, I. Mycovellosiella concors comb. nov., and Cercosporidium cnidii sp. nov., Rev. Mycol. Nr. 38 (3-4), p. 95-101 (1972) - Herbarium Mycologicum Romanicum, Schedae fasc. 38-41, nr. 1851-2050, București, 69 p. (1972) - Herbarium Mycologicum Romanicum, Schedae fasc. 42-45, nr. 2051-2250, București, 78 p. (1974) - Herbarium Mycologicum Romanicum, Schedae fasc. 46-50, nr. 2251-2500, București, 95 p. (1975) - 1975. Revision of Cercospora species (Hypho-mycetes) parasitic on soralea, Mycotaxon nr. 3, p. 119-125 - Polymorphism of Mycocentrospora acerina, Rev. Mycol.nr. 42, p. 105-122 (1978) - Herbarium Mycologicum Romanicum, Schedae fasc. 51-55, nr. 2501-2750, București, 67 p. (1981) - Herbarium Mycologicum Romanicum, Schedae fasc. 56-60, nr. 2751-3000, București, 96 p. (1981) - Herbarium Mycologicum Romanicum, Index pentru Schedae fasc. 1-60, nr. 1-3000, București, 106 p. (1981) - Taxonomic revision of Septoria-like fungi parasitic on Betulaceae, Trans. Br. Mycol. Soc. Nr. 83, p. 383-398 (1984) - Notes on Pseudoperonospora, Mycotaxon nr.24, p. 301-311 (1985) - Computer assistance and some time-saving routines in UPSC culture collection, Thunbergia nr. 4, p. 1-8 (1987) | - An annotated list of Peronospora names, Thunbergia nr. 15, p. 1-110 (1991) - Teleomorph-anamorph connections in ascomycetes: Microdiplodia anamorph of Karstenula rhodostoma, Mycol. Res. Nr. 97, p. 377 pp. (1993) - Isolation of Trichosporon beigelii from the freshwater crayfish Astacus astacus, Aquaculture nr. 115, p. 25 pp. (1993) - Teleomorph-anamorph connections in ascomycetes: Microdiplodia anamorph of Karstenula rhodostoma, Mycol. Res. Nr. 97, p. 377 pp. - Peronospora on Fragaria Mycotaxon nr. 63, p. 189-194 (1997) - A revision of Basidiophora (Chromista, Peronosporales), Nova Hedwigia nr. 66, p. 251-265 (1998) - The fine structure of the sporangium in Pseudoperonospora humuli (Chromista, Oomycota, Peronosporales), Cryptog. Mycol. Nr. 21, 93-101 (2000) - Peronospora-like fungi (Chromista, Peronosporales) parasitic on Brassicaceae and related hosts, Nova Hedwigia nr. 74, p. 291-338 (2002) - .Plasmopara orientalis sp. nov. (Chromista, Peronosporales), Sydowia nr.54, p. 129-136 (2002) - The nomenclature of Plasmopara (Chromista, Peronosporales) parasitic on Geraniaceae, Taxon nr. 53, p. 523-525 - Plasmoverna gen. nov., and the taxonomy and nomenclature of Plasmopara (Chromista, Peronosporales), Taxon nr. 54, p. 813-821 (2005) - Albuginales and Peronosporales (Chromista) reported from the Iberian Peninsula and Balearic Islands.(2006) - A new downy-mildew of the Rosaceae: Peronospora oblatispora sp. nov. (Chromista, Peronosporales), Nova Hedwigia nr. 85, p 93-101 (2007) - Revision and reclassification of three Plasmopara species based on morphological and molecular phylogenetic data, Mycol. Res. Nr. 112, p. 487-501 (2008) - Plasmopara halstedii is absent from Australia and New Zealand,. Polish Bot. J. nr. 55, p. 293-298 (2010) |